# MeeGo
MeeGo（ミーゴ）は、Linuxベースの携帯機器向けオープンソースオペレーティングシステムプロジェクト。2010年2月の Mobile World Congress において、インテル社が主導してきたMoblinと、ノキア社が主導してきたMaemoプロジェクトを統合する形で発表され、2010年5月に MeeGo v1.0 をリリースした。
2011年2月にノキアがマイクロソフトと提携し、ノキアはSymbian OSとMeeGoを捨ててWindows Phone 7プラットフォームのスマートフォン開発に集中する方針を発表した。ノキアは「最初で最後の」MeeGo端末となるスマートフォン「N9」を2011年9月29日に発売した。一方インテルは2011年7月現在では依然としてMeeGoに注力すると表明していたが、2011年9月27日に撤退することを表明。現在のMeeGoは元ノキア N9の開発メンバ等で構成されるフィンランドJollaによりSailfish OSとして開発が続けられ、2013年5月20日に製品発表を行い、予約受付を開始。出荷は2013年末としている。